# 오천초등학교 (충남)
오천초등학교는 대한민국 충청남도 보령시 오천면 소성리에 있는 공립 초등학교이다.

## 학교 연혁
| 1913년 | 6월 6일   | 오천공립보통학교 개교(설립인가 3월 19일) |
| 1938년 | 4월 1일   | 오천공립심상소학교로 개칭                |
| 1941년 | 4월 1일   | 오천공립국민학교로 개칭                  |
| 1949년 | 9월 30일  | 장고, 고대분교장 부설                    |
| 1962년 | 12월 24일 | 녹도, 고대, 장고, 호도분교 분리          |
| 1975년 | 3월 1일   | 빙도분교장 설립인가                      |
| 1996년 | 3월 1일   | 오천초등학교로 개칭                      |
| 1999년 | 9월 1일   | 교성초등학교 통폐합                      |
| 2000년 | 12월 12일 | 다목적실 준공                            |
| 2001년 | 3월 1일   | 빙도분교장 통폐합                        |
| 2006년 | 9월 1일   | 삽시분교장 본교로 편입                   |
| 2017년 | 2월 10일  | 제101회 졸업(4,536명)                    |
| 2017년 | 3월 1일   | 본교 6학급, 분교장 2학급 인가            |

## 참고 자료
- 오천초등학교 - 한국교육학술정보원 학교알리미